# Аракелян Мінас Рамзесович
Міна́с Рамзе́сович Аракеля́н (нар. 9 червня 1955) — український правознавець, доктор юридичних наук (2019), професор (2014), Заслужений юрист України (2011), перший проректор Національного університету «Одеська юридична академія» (у 2005—2010 роках та з 2011 року).

## Біографія
У 1977 році закінчив Одеський державний університет імені І. І. Мечникова.
У 1982 році захистив дисертацію на здобуття наукового ступеня кандидата юридичних наук на тему: «Природоохоронна функція соціалістичної держави».
З 1980 року працював на посаді асистента кафедри теорії та історії держави і права Одеського державного університету імені І. І. Мечникова.
З грудня 1998 року — доцент кафедри судових та правоохоронних органів, завідувач кафедр права Європейського Союзу та порівняльного правознавства (з 2006 по 2009 року), історії держави і права (з 2009 по 2015 року) Одеської національної юридичної академії.
З 2005 року по теперішній час — перший проректор, проректор з навчальної роботи Національного університету «Одеська юридична академія».
З 2009 року — на посаді професора кафедри історії держави і права Одеської національної юридичної академії, в 2014 році присвоєно вчене звання професора.
Сфера наукових інтересів: історія адвокатури, порівняльна адвокатура, право Європейського Союзу. З цієї проблематики має понад 50 публікацій в спеціалізованих вітчизняних та закордонних наукових журналах та збірках, в тому числі наукові та навчально-методичні роботи, ним написані 2 монографії, ряд підручників, у тому числі і з грифом МОН України.
Під керівництвом М. Р. Аракеляна захищено 10 кандидатських дисертацій.

### Нормотворча діяльність
М. Р. Аракелян входив до робочої групи Комітету Верховної Ради України з питань законодавчого забезпечення правоохоронної діяльності, брав активну участь в експертизі законодавчих актів, був серед розробників проєктів Законів «Про судоустрій», «Про прокуратуру», "Про внесення змін до Закону України «Про Вищу раду юстиції», проекту Регламенту Вищої ради юстиції.

## Основні праці
- Аракелян М. Р., Василенко М. Д. Право Європейського Союзу: підруч. [для студ. вищ. навч. закл.]: з урахуванням змін, внесених Лісабон. договором 2007 р. ; Нац. ун-т «Одес. юрид. акад.». — О. : Фенікс, 2012. — 386 с. — 1000 экз. — ISBN 978-966-438-597-5.
- Аракелян М. Р. Сравнительная адвокатура: курс лекций ; Одес. нац. юрид. акад. — О. : Юридична література, 2009. — 236 с. — Библиогр.: с. 221—236. — 500 экз. — ISBN 978-966-419-073-9.
- Аракелян М. Р. Институт адвокатуры в правозащитной системе Украины: теоретико-правовой аспект: монография. — Одесса: Фенікс, 2014. — 280 с. — Бібліогр.: с. 261—280. — 300 экз. — ISBN 978-966-438-806-8.
- Аракелян Минас Рамзесович Диалектика формы и содержания природоохранительной функции социалистического государства: диссертация … кандидата юридических наук [Архівовано 25 вересня 2017 у Wayback Machine.]: 12.00.01 — Теория и история государства и права; история политических и правовых учений. — Одесса, 1981. — 178 с.
- Государственно-правовое управление качеством окружающей среды: монография [Архівовано 25 вересня 2017 у Wayback Machine.] // М. Р. Аракелян, И. Л. Белый, Л. Д. Долгополова, Н. И. Долматова, П. П. Музыченко; Под ред. проф. А. В. Сурилова. — Киев; Одесса: Вища школа, 1983. — 188 с.

## Нагороди та відзнаки
Професору М. Р. Аракеляну присвоєно почесне звання «Заслужений юрист України», він нагороджений Почесною грамотою Кабінету Міністрів України, Почесною грамотою Головного управління Державної служби України, нагрудними знаками Міністерства освіти і науки України «Петро Могила» та «Відмінник освіти України», відзнакою Вищої ради юстиції «за особисті заслуги щодо вдосконалення функціонування судової влади», Почесним знаком президента університету, ювілейними медалями й іншими відзнаками.